# Jeding (Fensterbach)
Jeding ist ein Ortsteil der Gemeinde Fensterbach im Landkreis Schwandorf des Regierungsbezirks Oberpfalz im Freistaat Bayern.

## Geografie
Jeding liegt 1,5 Kilometer nördlich der Staatsstraße 2151, 1,9 Kilometer südöstlich der Bundesautobahn 6 und 1 Kilometer nordwestlich von Wolfring, dem Sitz der Gemeinde Fensterbach. 800 Meter südwestlich von Jeding fließt der Fensterbach in Richtung Südosten der Naab zu.

## Geschichte

### 8. bis 18. Jahrhundert
Jeding (auch: Uetingerlae, Uttingerfurt, Etting, Otting, Itting, Yting, Jedding, Jetting, Yedting, Yeding, Inding) gehört zu den echten Ing-Orten am Fensterbach. Das weist darauf hin, dass es während der bayerischen Landnahme Ende des 8. Jahrhunderts entstanden ist.
Durch Jeding führte eine alte Fernstraße, eine Variante des sogenannten Zigeunerweges oder auch Steinhöppel. Sie führte von Hiltersdorf durch die Ortschaften Högling, Jeding, Wolfring, Knölling, Dürnsricht, Kögl nach Schwarzenfeld.
Vom 12. bis zum 16. Jahrhundert hatte das Kloster Ensdorf Güter am Fensterbach und in seiner Umgebung. Auch in Jeding sind Güter des Klosters Endorf nachweisbar. Im Zehentregister von 1336 wurde in Jeding ein Hof aufgeführt, der dem Kloster Ensdorf zehentbar war. Für 1415 und 1417 waren Erbrechtsvergabungen einer Wiese in Jeding verzeichnet. Im Zinsbuch von 1554 wird ein Hof in Jeding als Besitz des Klosters Ensdorf aufgeführt.
Im Salbuch von 1473 wurde Jeding mit einer Steuer von 4 Schilling, 29 Pfennig, 1 Heller aufgeführt. Ende des 16. Jahrhunderts wurde zweimal jährlich die Türkenhilfe erhoben. Jeding ist im Verzeichnis der Reichs- und Türkenhilfe von 1595 verzeichnet mit 1 Untertanen und einer Abgabe von 1 Gulden 49½ Kreuzer.
Während des Dreißigjährigen Krieges erlebte die Region einen Bevölkerungsrückgang. 1500, 1523, 1583, 1631 hatte Jeding 9 Untertanen, 1658 waren es 3 und 1712 hatte Jeding wieder 9 Untertanen. Die Kriegsaufwendungen von Jeding betrugen 271 Gulden.
Im Salbuch von 1513 war Jeding mit einem jährlichen Jägergeld von 1 Dreiviertelhof, 7 Halbhöfen, 2 Gütlein verzeichnet. Im Amtsverzeichnis von 1596 erschien Jeding mit 9 Halbhöfen und einem Söldengütel. Im Türkensteueranlagsbuch von 1606 waren für Jeding 7 Halbhöfe, 2 Güter, 6 Pferde, 10 Ochsen, 14 Kühe, 15 Rinder, 1 Schwein, 4 Frischlinge, 84 Schafe und eine Steuer von 23 Gulden und 31 Kreuzer eingetragen. Laut Steuerbuch von 1630 gehörten in Jeding zur Hofmark Wolfring 1 Hof, 1 Pferd, 2 Ochsen, 3 Kühe, 4 Rinder, 1 Schwein, 2 Frischlinge, und eine Steuer von 2 Gulden, 48¼ Kreuzer.
In einem Rechenschaftsbericht aus dem Jahr 1718 und im Immissionsprotokoll von 1719 wurde für Jeding 1 Untertan erwähnt, der seit 1597 zur Hofmark Weihern gehörte.
Im Herdstättenbuch von 1721 erschien Jeding mit 10 Anwesen, 10 Häusern und 11 Feuerstätten; zusätzlich zu Wolfring 51 Anwesen, 1 Haus und 1 Feuerstätte. Im Herdstättenbuch von 1762 erschien Jeding mit 9 Herdstätten, 5 Inwohner und 1 Herdstätte im Hirtenhaus, 1 Inwohner; zusätzlich zu Wolfring 1 Herdstätte, 1 Inwohner. 1792 hatte Jeding 8 hausgesessene Amtsuntertanen.
Im Steuerbuch von 1772 wurde das Anwesen von Hans Braidtschaft als zur Gutsherrschaft Hohenkemnath gehörig aufgeführt. 1775 wurde dieser Breitschafthof vom Freiherrn von Frank dem Staat gegen ein Jagdrevier bei Hohenkemnath getauscht.

### 19. und 20. Jahrhundert
1808 gab es in Jeding 9 Anwesen und ein Hirtenhaus; zusätzlich zu Wolfring 1 Anwesen, Besitzer: Leonhard Frey, und zur Gutsherrschaft Hohenkemnath 1 Anwesen, Besitzer: Hans Braidtschaft.
Jeding gehörte zum Gerichtssitz Wolfring. Dieser Gerichtssitz hatte 1819 53 Gerichtshintersassen. 1824 bestand er aus Wolfring, Wolfringmühle, Dürnsricht, Jeding, Knölling, Passelsdorf und Pittersberg. In Wolfring und Wolfringmühle lag auch die Ausübung der Polizeigewalt beim Gerichtssitz Wolfring, in den Dörfern Dürnsricht, Jeding, Knölling, Passelsdorf lag sie beim Landgericht Nabburg, in Pittersberg beim Landgericht Amberg.
1808 verfügte das Generalkommissariat Amberg, dass das Patrimonialgericht Wolfring zu Unrecht bestand und eingezogen werden müsse. Trotzdem wurde es nicht aufgelöst. Es gab eine stillschweigende Übereinkunft, dieses Patrimonialgericht bis zum Tod seines Besitzers Carl Theodor von Schönstätt bestehen zu lassen. Baron von Schönstätt wurde 1817 sogar die Bildung eines Ortsgerichtes in Wolfring gestattet. Als er jedoch 1819 die Bildung eines Patrimonialgerichtes II. Klasse beantragte, wurde dieser Antrag 1827 abgelehnt, weil Freiherr von Schönstätt nicht als Landsasse anerkannt werden könne. Wenige Tage später wurde die gutsherrliche Gerichtsbarkeit vom Staatsministerium des Innern eingezogen. Ein langjähriger Prozess Carl Theodors von Schönstätt und seines Sohnes gegen diesen Beschluss hatte keinen Erfolg.
1808 begann in Folge des Organischen Ediktes des Innenministers Maximilian von Montgelas in Bayern die Bildung von Gemeinden. Dabei wurde das Landgericht Nabburg zunächst in landgerichtische Obmannschaften geteilt. Dabei kam Jeding zur Obmannschaft Etsdorf. Zur Obmannschaft Etsdorf gehörten: Etsdorf, Högling, Jeding, Oberpennading und Unterpennading, Ödfriedlhof, Kohlmühle, Rannahof, Hüttenhof, Höglingermühle.
Dann wurden 1811 in Bayern Steuerdistrikte gebildet. Dabei kam Jeding zum Steuerdistrikt Högling. Der Steuerdistrikt Högling bestand aus den Dörfern Högling und Jeding und den Einöden Höglingermühle, Ödfriedlhof und Hüttenhof. Er hatte 49 Häuser, 320 Seelen, 20 Morgen Äcker, 100 Morgen Wiesen, 40 Morgen Holz, 5 Weiher, 30 Morgen öde Gründe und Wege, 3 Pferde, 50 Ochsen, 48 Kühe, 60 Stück Jungvieh, 90 Schafe und 40 Schweine.
Schließlich wurde 1818 mit dem Zweiten Gemeindeedikt die übertriebene Zentralisierung weitgehend rückgängig gemacht und es wurden relativ selbständige Landgemeinden mit eigenem Vermögen gebildet, über das sie frei verfügen konnten. Hierbei kam Jeding zur Ruralgemeinde Högling. Die Gemeinde Högling bestand aus den Ortschaften Högling mit 47 Familien, Ödfriedlhof mit 2 Familien, Jeding mit 9 Familien und Hüttenhof mit 1 Familie.
1972 wurde die Gemeinde Högling die Gemeinde Fensterbach eingegliedert.
Jeding gehört zur Pfarrei Wolfring, die 1969 mit Dürnsricht zur Pfarrei Dürnsricht-Wolfring zusammengelegt wurde. 1997 hatte Jeding 100 Katholiken.

## Einwohnerentwicklung ab 1819
| Jahr | Einwohner  | Gebäude |
| ---- | ---------- | ------- |
| 1819 | 9 Familien | k. A.   |
| 1828 | 70         | 12      |
| 1838 | 101        | 14      |
| 1861 | 99         | 45      |
| 1871 | 93         | 65      |
| 1885 | 105        | 19      |
| 1900 | 100        | 19      |
| 1913 | 113        | 15      |

| Jahr | Einwohner | Gebäude |
| ---- | --------- | ------- |
| 1925 | 100       | 14      |
| 1950 | 104       | 14      |
| 1961 | 76        | 15      |
| 1964 | 76        | 15      |
| 1970 | 76        | k. A.   |
| 1987 | 92        | 23      |
| 2011 | 65        | k. A.   |
| 2018 | 86        | k. A.   |